# 니나 바드리치
니나 바드리치(Nina Badrić, 1972년 7월 4일 ~ )는 크로아티아의 팝 가수이다. 연예 산업을 시작하기 전에는 은행원으로 일하였다. 1990년대 초에 음악 활동을 시작하였고, 댄스 음악에서 유명해졌다. 세르비아, 보스니아, 헤르체고비나, 몬테네그로, 슬로베니아, 터키에서도 매우 유명하다.
유로비전 송 콘테스트의 크로아티아의 음악제 Dora를 네 차례 출전하였다. 1993년 《Ostavljam te》라는 곡으로 7위를, 1994년 《Godine nestvarne》라는 곡으로 10위를, 1995년 《Odlaziš zauvijek》라는 곡으로 18위를, 2003년 Čarobno jutro로 참여하여 클라우디아 베니의 《Više nisam tvoja》로 2위를 차지하였다. 니나는 크로아티아의 국영 방송 쇼 프로그램 Mjenjačnica에도 출연하였다.
바드리치는 바쿠의 유로비전 송 콘테스트 2012에서 크로아티아를 대표하였으며, 《Nebo》라는 노래를 불렀다. 2차 준결승전에서 12위를 차지하였으므로 결승전 출전은 좌절되었다.

## 음반
스튜디오 음반

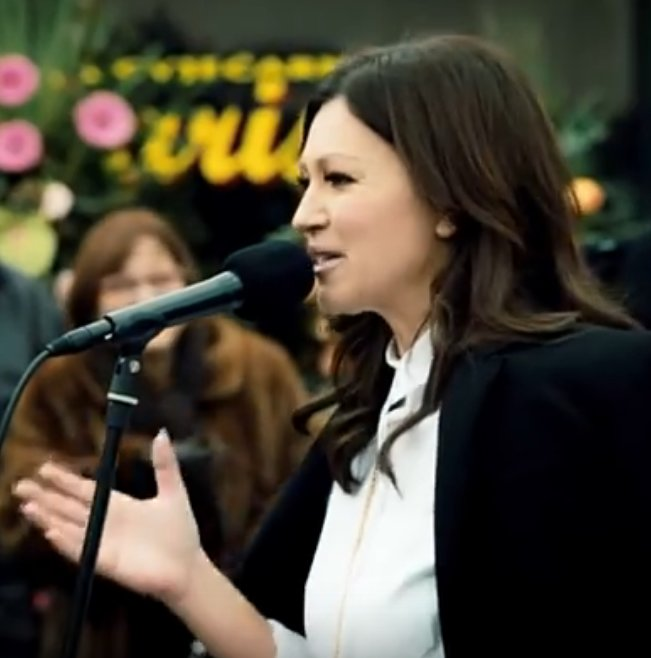
Šlep šou (2015년)

- Godine nestvarne (Croatia, 1995년)
- Personality (Zg Zoe Music, 1997년)
- Unique (Croatia, 1999년)
- Nina (Croatia, 2000년)
- Ljubav (Aquarius, 2003년)
- 07 (Aquarius, 2007년)
- NeBo (Aquarius, 2011년)

## 생애
니나 바드리치는 1972년 7월 4일 자그레브에서 태어났다.